# Кабо-Рохо
Кабо-Рохо — небольшой город и муниципалитет в Пуэрто-Рико. Население по данным переписи 2020 года составляет 47 158 человек.

## История
На стоянке Ортис учёные обнаружили останки человека возрастом около 3,8 тыс. лет.
Кабо-Рохо был основан 17 декабря 1771 года.
21 августа 1891 года в Кабо-Рохо родился старейший житель Пуэрто-Рико Эмилиано Меркадо Дель Торо.